# Erycia furibunda
Erycia furibunda är en tvåvingeart som först beskrevs av Zetterstedt 1844.  Erycia furibunda ingår i släktet Erycia och familjen parasitflugor. Arten är reproducerande i Sverige. Inga underarter finns listade i Catalogue of Life.